# 禾库镇
禾库镇，是中华人民共和国湖南省湘西土家族苗族自治州凤凰县下辖的一个乡镇级行政单位。

## 行政区划
禾库镇下辖以下地区：
禾库社区、禾库村、补丁村、兴湾村、禾苗村、俄犁村、板吉村、雀儿村、龙角村、帮增村、崇寨村、早齐村、排云村、茶寨村、吉云村和龙家村。